# KazMunayGas
KazMunayGas est la compagnie nationale de gaz et de pétrole du Kazakhstan fondée en 2002.

## Structure
L'entreprise est verticalement intégrée avec ses principales filiales :
- KazMunayGas Exploration Production (AO) - chargée de l'exploration et la production onshore de pétrole et gaz ;
- KazMunayTeniz - pour l'exploration et la production offshore de pétrole et gaz ;
- Tengizchevroil (20 %) - coentreprise avec Chevron, Lukoil et d'autres majors pour l'exploitation du gisement de Tengiz ;
- KazTransOil - chargée du réseau d'oléoducs ;
- KazTransGas - chargée du réseau de gazoducs ;
- KazMunayGas Trade House - pour le raffinage et le marketing ;
- Kazmortransflot - pour le transport en tankers ;
- Atyraou International Airport ;
- Eurasia-Air Helicopter Company ;
- KazTransCom Telecommunications Company.